# Lillebjørn (Schiff)
Die dänische Motorfähre Lillebjørn verbindet Faaborg mit der Insel Bjørnø in der dänischen Südsee. Sie wird von der am 31. August 1993 gegründeten privaten Andelsselskabet Bjørnøfærge betrieben.

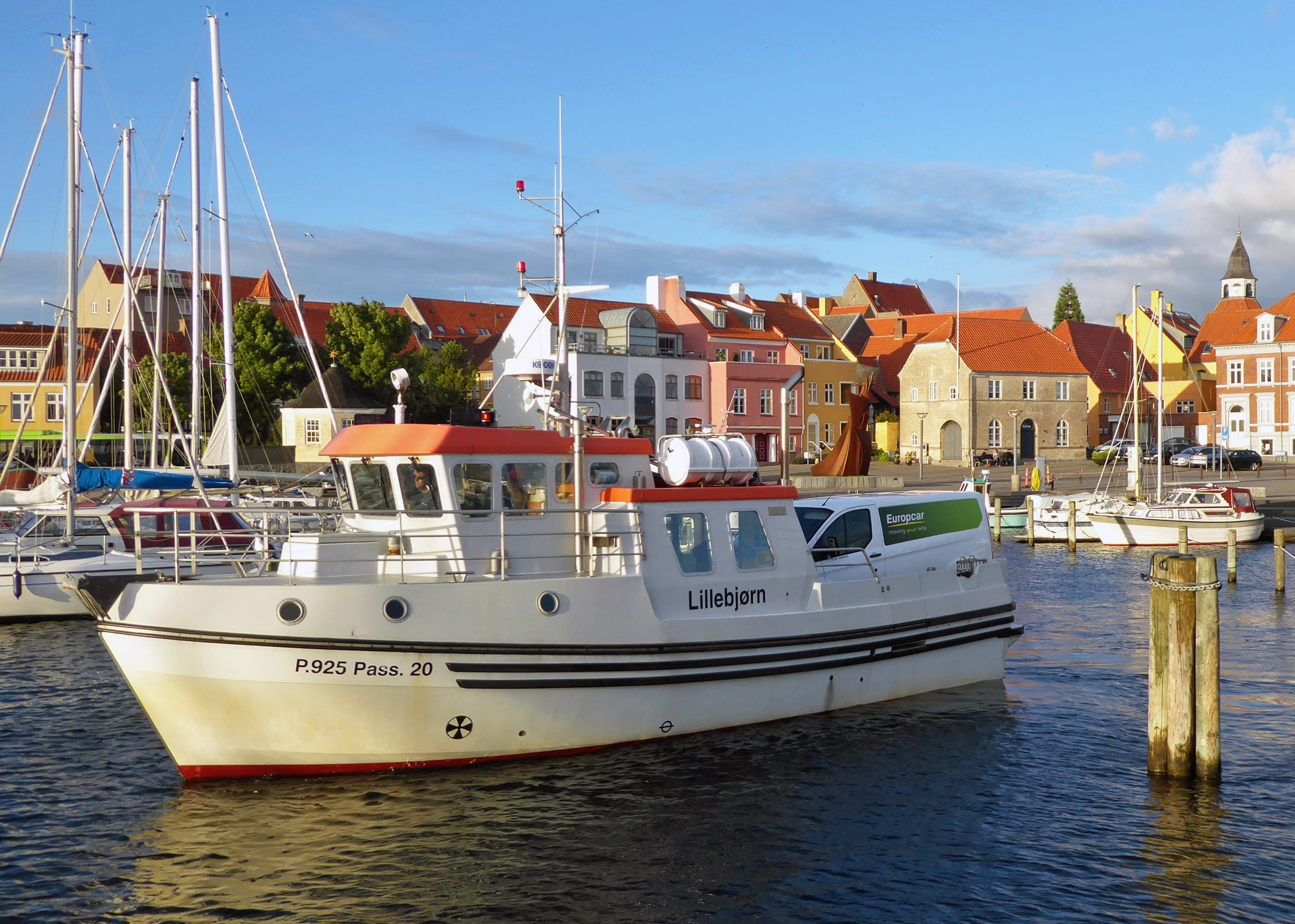
Lillebjørn 2017 in Faaborg

Die Betreibergesellschaft wurde von den Inselbewohnern gegründet, um die Fährabfahrten nach deren Zeitvorgaben wie Arbeitsbeginn auf Fünen oder Schulanfangszeiten für Schüler zu gestalten. Inselbewohner fahren im Gegensatz zu anderen Fahrgästen kostenlos.
Die Überfahrtszeit beträgt 17 Minuten. Auf der Fähre können keine Plätze vorgebucht werden. Gruppen mit mehr als zehn Personen sollten dennoch vorangemeldet werden. Sind mehr Personen als Fahrgastplätze vorhanden, fährt die Fähre, bis alle Personen befördert sind, wobei planmäßige Abfahren eingehalten werden. Werktags fährt das Schiff im Sommer bis zu zehn Touren, an Samstagen fünfmal und an Sonntagen viermal. Für Fracht, Autos und landwirtschaftliche Fahrzeuge gelten gesonderte Tarife.
Da die Fähre kein Ausflugsboot ist, müssen Fahrgäste auf der Insel grundsätzlich aussteigen. Sollten bei der Rückfahrt noch Plätze frei sein, kann wieder eingestiegen werden. Vorrang haben auf jeden Fall diejenigen Personen, die auf die fahrplanmäßige Abfahrt warten.